# Donja Draguša
Donja Draguša (cyr. Доња Драгуша) – wieś w Serbii, w okręgu toplickim, w gminie Blace. W 2011 roku liczyła 84 mieszkańców.